# Inverness (circonscription du Parlement d'Écosse)
Pour les articles homonymes, voir Inverness.
Inverness dans l'Inverness-shire était une circonscription de Burgh qui a élu un Commissaire au Parlement d'Écosse et à la Convention des États.
Après les Actes d'Union de 1707, Inverness, Forres, Fortrose et Nairn ont formé le district de Inverness, envoyant un membre à la Chambre des communes de Grande-Bretagne.

## Liste des commissaires de burgh
- 1661–63, 1678 convention: Alexander Cuthbert, provost [1]
- 1665 convention: non représentée
- 1667 convention:Robert Barbour [2]
- 1669–74: Fraser Finlay, bailli [3]
- 1681–82: William Duff, bailli [4]
- 1685–86, 1689 convention, 1689–1701: John Cuthbert de Drakies, marchand, provost [5]
- 1702–07: Alexander Duff de Drumure [6]